# Parc sportif de Tapiola
Le parc sportif de Tapiola (finnois : Tapiolan Urheilupuisto) est une enceinte sportive principalement destinée aujourd'hui au football. Il est situé dans la ville d'Espoo, en Finlande, dans un quartier de la ville baptisé Tapiola. 
D'une capacité de 5 000 places, il accueille principalement des matchs de football, dont ceux du club du FC Honka qui y réside.